# SAP認定コンサルタント制度
SAP認定コンサルタント制度はドイツの大手ソフトウェア企業SAP社が認定するコンサルタントの資格制度である。

## 概要
ERP市場最大手のソフトウェアベンダーのSAPによるSAPシステムに関する知識を公式に認定する資格であり、IT企業のエンジニアやユーザ企業のシステム部門の技術者向けなどを対象としている。SAP認定コンサルタント資格はSAPシステムの導入プロジェクトの要員として開発、保守に携わるために必要な知識やノウハウを有する事を証明する。
SAP認定コンサルタントの称号は試験に合格する事で得ることができ、特定の有償トレーニングコースの受講や実務時間の証明を必要としない。 だが、市販の試験対策本は提供されていいないため、認定試験に必要な知識を習得するための受験対策としては有償のトレーニングコースの受講のみである。

## メリット
SAP製品の知識と技術を証明する資格であり、昇進や転職に優位に働く可能性があるほか、IDを取得しSAPサービスマーケットプレイスより最新の製品情報を参照できるようになる。又、認定後は知識を有する証明として名刺に記載することができる。 資格はグローバルで有効であり、海外でも能力の証明に使用できる。

## 種類
認定資格は特定の製品とバージョンに依存し、当該製品とバージョンが市場に存在するかぎり有効である。 知識分野や難易度（アソシエイト／プロフェッショナル）に応じて資格の名称も異なる。認定している資格や現在日本で公開されている試験の一覧はSAPジャパンの公式ホームページで閲覧できる。
- アプリケーションコンサルタント
- デブロップメントコンサルタント
- テクノロジーコンサルタント

## 申込方法
試験はIT資格試験の大手ピアソンVUEにて申し込むことができる（2017年現在）。 受験申込みには事前にSAPジャパンの公式ホームページにてバウチャーチケットの購入が必要である。

## 実施
試験は原則としてピアソンVUEのテストセンターにて、CBT形式で実施される。

## パートナー
SAPでは認定パートナー企業毎のSAP認定コンサルタントの資格保有者数をSAPジャパンの公式ホームページで紹介している。
資格保有者数上位のパートナー企業にはアビームコンサルティング、アクセンチュア、日立製作所グループ、日本アイ・ビー・エムグループ、NTTデータグループなどが名を連ねている。